# Novodevitjijklostret
Novodevitjiklostret (ryska: Новоде́вичий монасты́рь, Богоро́дице-Смоле́нский монасты́рь) är troligen det mest kända klostret i Moskva. Dess namn, på svenska Nyjungfruklostret, var uttänkt för att skilja det från Himmelsfärdsklostret, ett äldre jungfrukloster i Moskva Kreml. Till skillnad från andra kloster i Moskva, har det i stort sett varit helt intakt sedan 1600-talet. År 2004 blev det ett världsarv.

## Historik

### Muskovitiska perioden

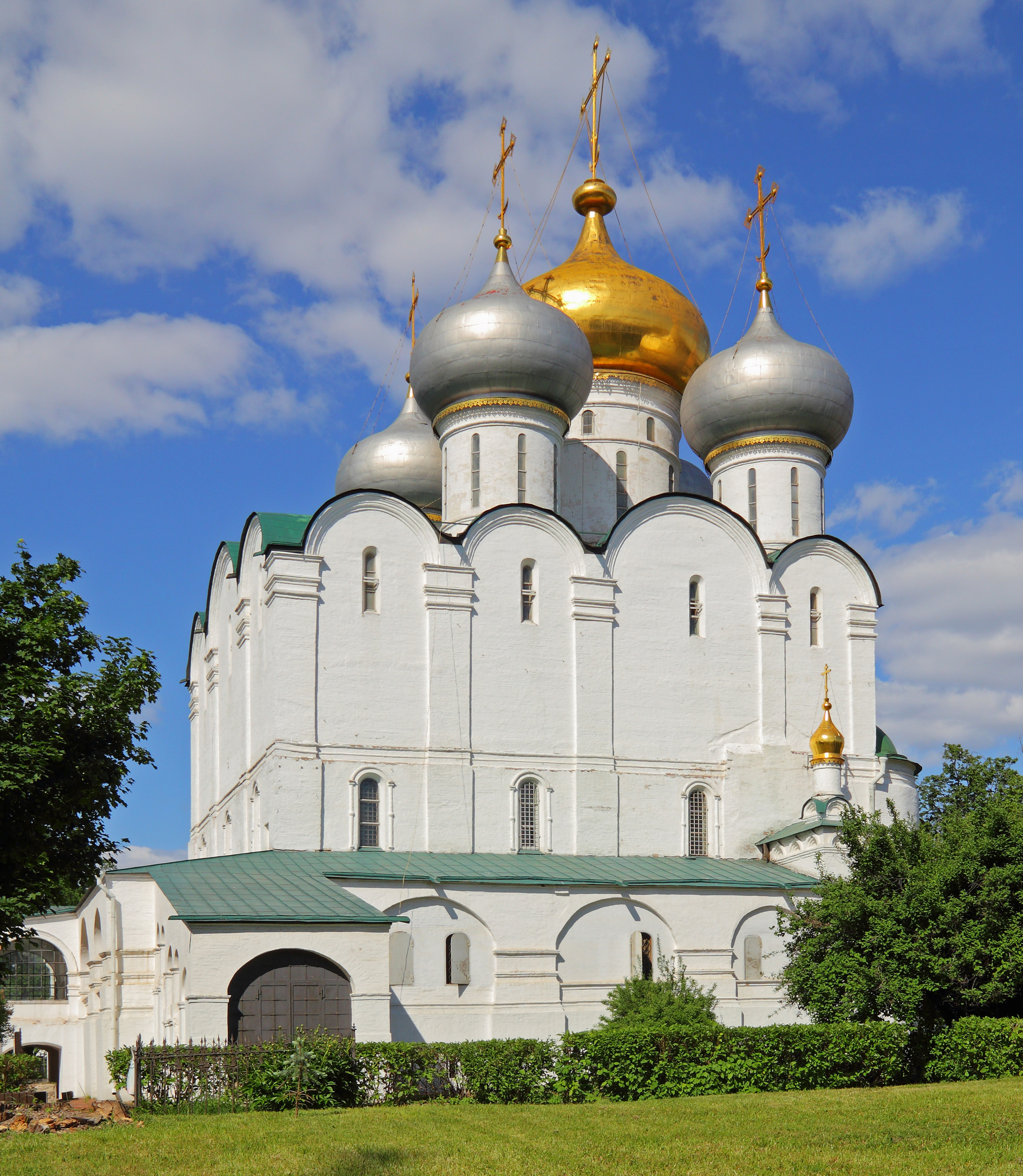
Katedralen Vår fru av Smolensk (1500-talet).

Novodevitjiklostret grundades 1524 av Storfurste Vasilij III av Moskva till minne av erövringen i Smolensk 1514. Det byggdes som en fästning i en av Moskvaflodens krökar och blev en viktig del av huvudstadens södra försvarsbälte, som redan hade ett antal andra kloster. Vid grundandet gavs klostret 3 000 rubel samt byarna Akhabinevo och Troparevo. Ivan den förskräcklige skulle senare även ge ytterligare byar till klostret.

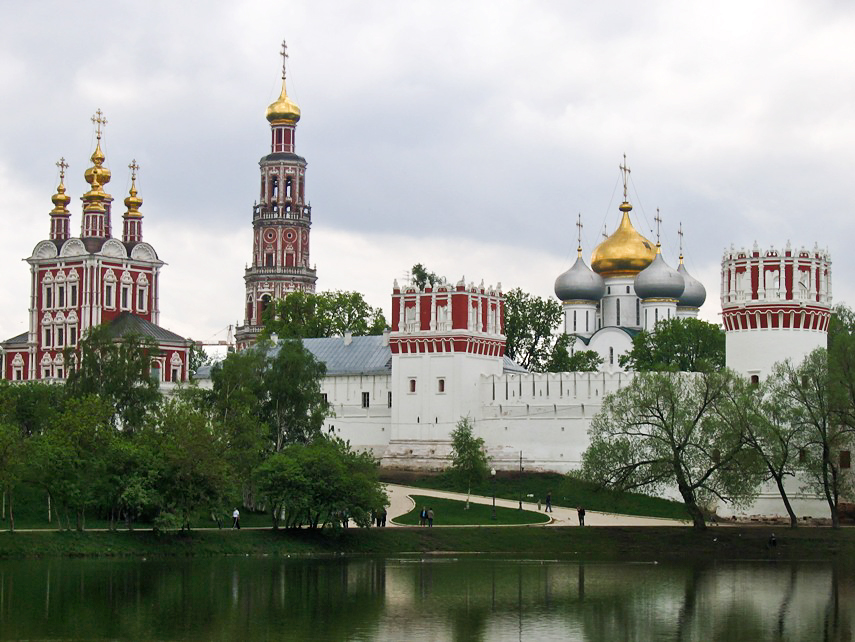
Klostret vid Moskvafloden.

Klostret var känt för att ha varit fristad åt många kvinnor från ryska kungafamiljer och bojarklaner, som hade tvingats ta sin tillflykt där, såsom Feodor I:s fru Irina Godunova (hon var där med sin bror Boris Godunov till dess han själv blev härskare), Sofia Aleksejevna (Peter den stores syster), Jevdokija Lopuchina (Peter den stores första fru), och andra. 1610-1611, intogs klostret av en polsk enhet under ledning av Aleksander Gosiewski. När klostret senare befriades, satte tsaren in permanenta vakter (100 streltser år 1616, 350 soldater år 1618). Vid slutet av 1600-talet innehade klostret 36 byar i 27 uyezd i Ryssland. 1744 hade klostret 14 489 livegna bönder.

### Kejserliga perioden
I mitten på 1600-talet förflyttades nunnor från andra kloster i Ukraina och Vitryssland till Novodevitjiklostret. 1721 gavs några äldre nunnor ett hem på klostret. 1724 huserade klostret ett militärsjukhus för soldater och officerare i ryska armén och ett barnhem för flickor. 1763 hade klostret 84 nunnor, 35 lekmannasystrar och 78 sjuka patienter och tjänare. Varje år gav staten 1 500 rubel, 1 300 kvarter bröd samt 680 rubel och 480 kvarter bröd till mer än 250 övergivna barn.
1812 gjorde Napoleon I:s armé ett försök att spränga klostret, men nunnorna lyckades rädda klostret. I Lev Tolstojs Krig och Fred blev Pierre avrättad vid klostermurarna. I en annan av hans romaner, Anna Karenina, träffar Konstantin Lyovin (huvudpersonen) sin framtida fru Kitty som åker skridsko nära klostermurarna. Faktiskt var jungfrufältet det mest populära skridskostället i 1800-talets Moskva. Tolstoj själv gillade att åka här, när han bodde nära, i distriktet Khamovniki.

1871 donerade Filatjevbröderna pengar till en skola för föräldralösa och av "icke-adligt ursprung". Klostret hade även två fattighus för nunnor och lekmannasystrar. I början av 1900-talet undersöktes katedralen och restaurerades av arkitekten och bevararen Ivan Masjkov. 1917 var det 51 nunnor och 53 lekmannasystrar i klostret. 

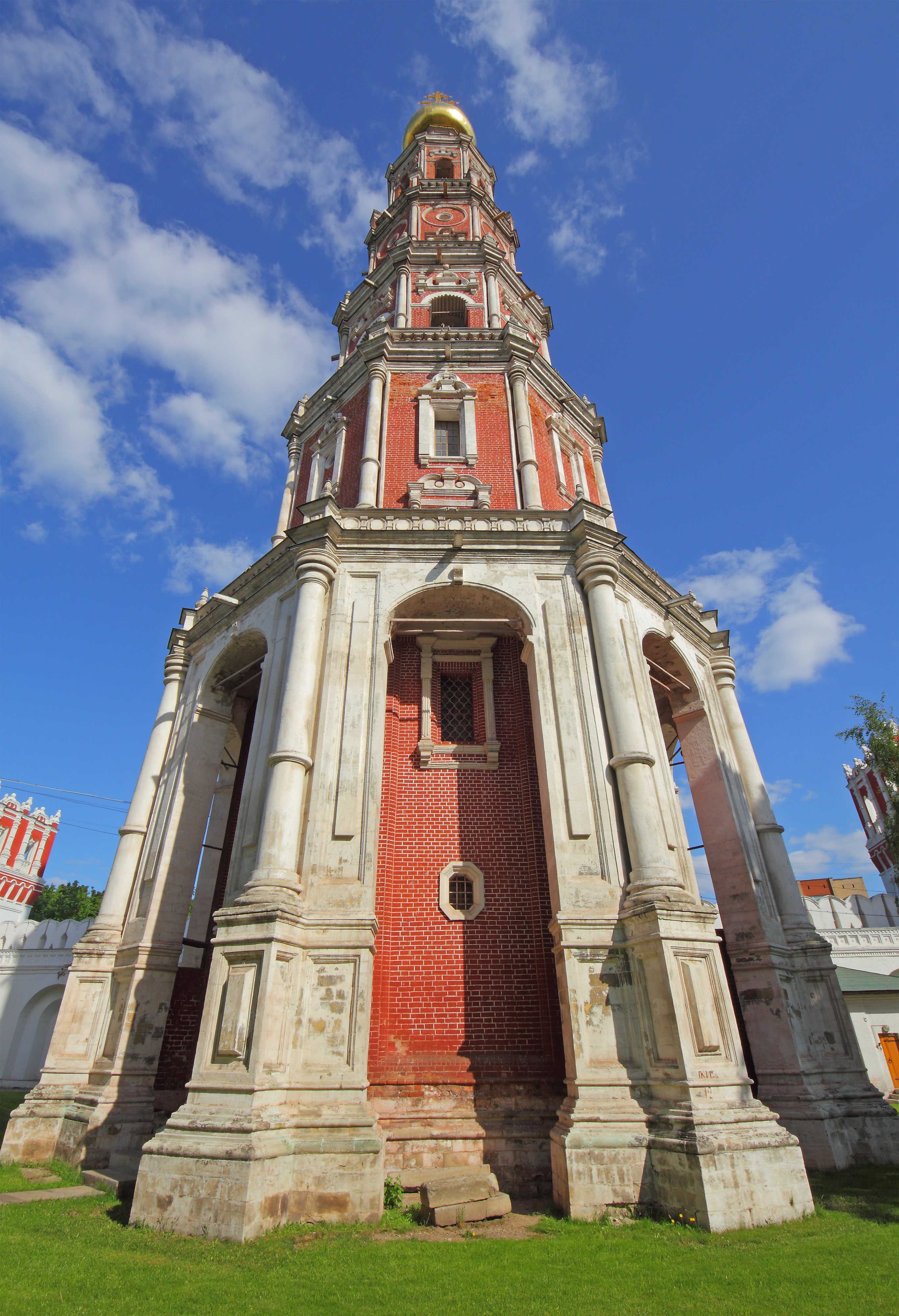
Det åttkantiga klocktornet (1689-90).

### Sovjetperioden och därefter
1922 stängde bolsjevikerna klostret (katedralen var det sista som stängde, 1929) och gjorde det till ett Jämställdhetsmuseum. 1926 gjordes detta om till ett historik- och konstmuseum. 1934 blev det en del av Statens historiska museum. De flesta faciliteterna gjordes till bostäder, vilket räddade klostret från att förstöras.
När Josef Stalin 1943 började närma sig rysk-ortodoxa kyrkan, sanktionerade han öppnandet av Moskvas teologiska kurser i klostret. Året därpå blev dessa Moskvas teologiska akademi. 1945 gav Sovjet tillbaka Himmelsfärdskatedralen till de troende. Biskopsresidenset för stiftet, som omfattar Krutitsy och Kolomna har legat i klostret sedan 1980.

1994 återvände nunnorna till klostret som numera är underställt metropoliten av Krutitsy och Kolomna. Några av kyrkorna och andra klosterbyggnader hör ännu till Statens historiska museum. 1995 återstartade man verksamheten i klostret på skyddshelgonens dag. 
brand på klostret 15 mars 2015.

## Monument

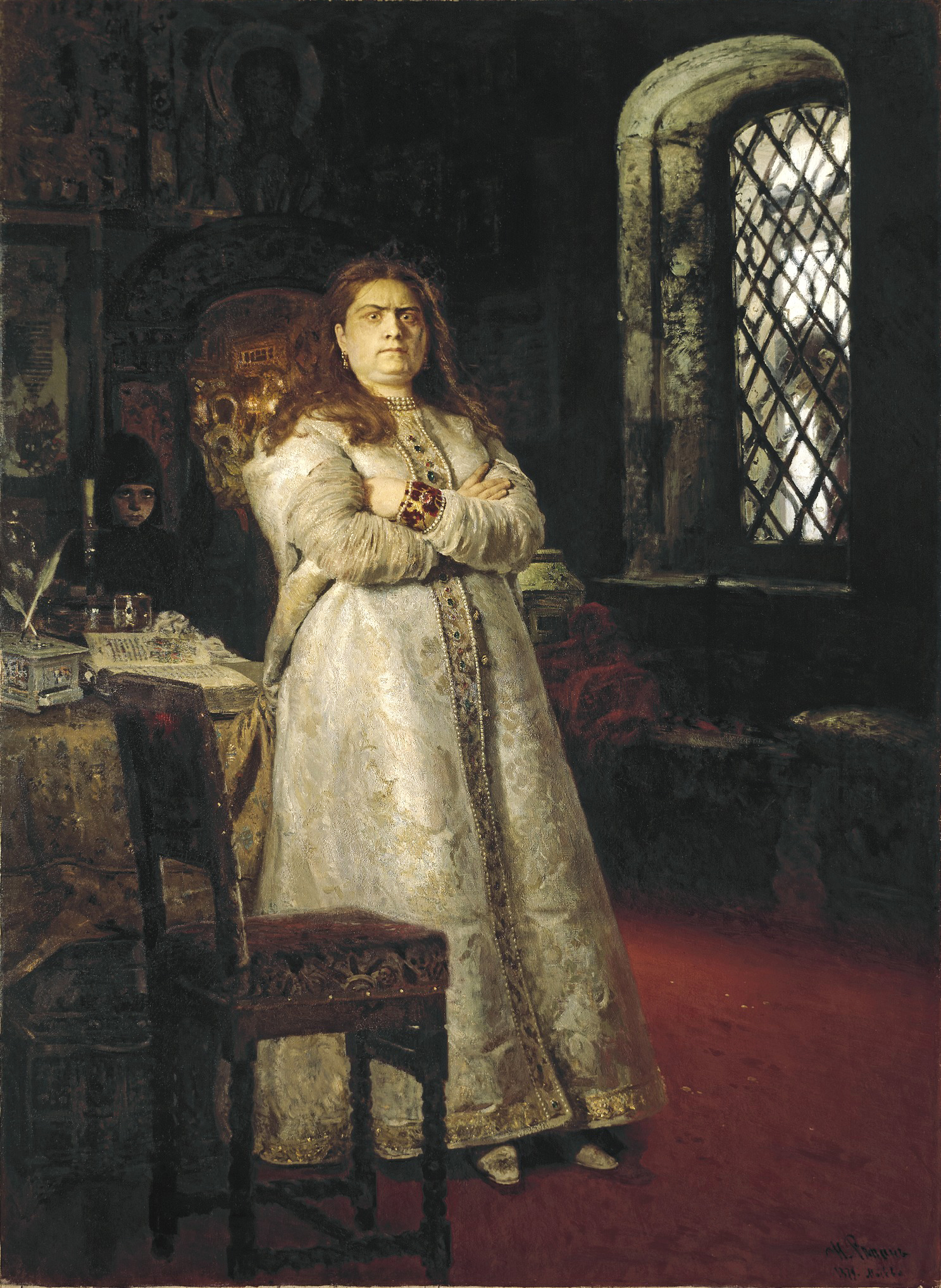
Tsarevna Sofia Aleksejevna i Novodevitjijklostret (1879), av Ilja Repin.

Den äldsta byggnaden i klostret är det six-pillared katedralen med fem kupoler (foto), tillägnad ikonen Vår fru i Smolensk. Bevarade dokument daterar dess uppförande till 1524–1525; även om dess höga bottenvåning, auktoritativa proportioner, och framskjutande centrala gavel är typiska för klosterkatedraler uppförda på order av Ivan den förskräcklige. De flesta lärda instämmer i att katedralen återuppbyggdes på 1550- eller 1560-talet; den var tidigare omgiven av fyra mindre kapell, i en disposition liknande Marie bebådelsekatedralen i Kreml. Dess freskomålningar är bland de bästa i Moskva. 
Katedralen må vara i fokus av byggnaderna i klostret, men det finns många andra kyrkor. De flesta av dem daterar sig från 1680-talet, då klostret genomgick en totalrenovering under överinseende av den dåvarande regenten Sofia Alexejevna (som, ironiskt nog, skulle komma att bli inspärrad där senare). De blodröda murarna och krontornen, två kyrkor över varsin port, ett refektorium, och bostadskvarter, var samtliga ritade i moskvabarock, antagligen av en viss Peter Potapov. I den gamla katedralen installerades en ny funt för vigvatten samt en förgylld snidad ikonostas 1685. Dess fyra nivåer innehåller 1500-talsikoner skapade av Boris Godunov; den femte nivån visar ikoner av ledande 1600-talsmålarna, Simeon Usjakov och Fjodor Zubov.
Ett smalt klocktorn, även detta beställt av Sofia, byggdes i sex våningar till en höjd av 72 meter, vilket gjorde den till den högsta byggnaden i 1700-talets Moskva (efter Ivan den stores klocktorn). Dess ljusa oktagonala kolonnad verkar ena alla större element i samlingen till en enda harmonisk enhet.

## Kyrkogården
Liksom flera andra kloster i Moskva var Novodevitjijklostret en eftertraktad begravningsplats för den ryska adeln. En rad framstående ryssar ligger begravda på klostrets område. 1898 öppnades Novodevitjijkyrkogården utanför klostret. Anton Tjechov var en av de första celebriteterna att begravas här, senare fick även Nikolaj Gogol sin grav här, liksom Nikita Chrusjtjov, Sergej Prokofjev, Dmitrij Sjostakovitj, Boris Jeltsin och många fler.